# Astomiopsis amblyocalyx
Astomiopsis amblyocalyx är en bladmossart som beskrevs av C. Müller 1882. Astomiopsis amblyocalyx ingår i släktet Astomiopsis och familjen Ditrichaceae. Inga underarter finns listade i Catalogue of Life.